# Ficocle
Ficocle (in latino Ficuclae ; in greco antico: φῦκοκλέω?, Phykokleo) è stata un'antica città italiana, indicata a partire dal 495 come sede vescovile, importante centro salifero dell'Esarcato d'Italia individuabile nell'attuale territorio di Cervia.

## Ipotesi storiche
Scarsi sono gli elementi documentali che riguardano quel primo insediamento, situato su un territorio abitato fin dall’Età del Bronzo denominato
“Ficocle”. 
Sull'origine del toponimo si hanno diverse ipotesi:
- Secondo padre Antonio Zanoni[1], la derivazione sarebbe squisitamente greca, da φῦκοϛ (phykos, alga) e κλέω (kleo, rendere celebre), cioè “luogo reso celebre dalle alghe”, per via della sua natura paludosa e per una tipica alga, il bis, che ricopre i canali e le vasche delle saline.
- Guido Laghi[2], in maniera analoga, lo fa risalire a φῦκοϛ (phykos, alga) e κυκλόω (kyklòo, scavare intorno), vale a dire “luogo scavato intorno alle alghe”, un modo icastico di indicare la posizione della città ricavata al centro del terreno paludoso della salina.
- Guido Achille Mansuelli[3] sostiene che la denominazione latina Ficuclae sia emanazione dell’aggettivo ficuclus, e che significhi “luogo campestre”. Ancora oggi, per l’appunto, una fertile campagna circonda l’area delle saline.

## Dibattito sull'ubicazione
Scavi archeologici hanno individuato un insediamento a sud delle saline cervesi di Età del Bronzo che delimita anche il massimo sviluppo verso occidente della costa del mare, mentre sono diversi i rinvenimenti che dimostrano come soprattutto a sud dell'attuale frazione di Pisignano fosse fortemente abitato già nel I secolo a.C.
Non si sa con certezza se Ficocle sia veramente esistita come insediamento indipendente, e dove si trovasse di preciso.
Riguardo alla sua esistenza, si hanno due testimonianze scritte, una di papa Gelasio I, che nel 495 rivolge al vescovo di Ficocle Geronzio di Cervia una raccomandazione scritta ad avere cura delle vedove e degli orfani, e un’altra di Geronzio medesimo, che nel 501 firma gli atti del terzo Sinodo convocato a Roma per giudicare papa Simmaco con la dicitura: “Geruntius episcopus Ficuclesis” (“Geronzio, vescovo di Ficocle”). A queste, più tardi, si aggiungono gli atti del Sinodo tenuto a Ravenna dall'arcivescovo Gerberto il 1º maggio 998 che il vescovo Leone sottoscrisse come "Leo episcopus ficodensis quae nunc Cervia vocatur"
Sull’ubicazione, le teorie sono diverse:
- Ficocle, e poi Cervia Vecchia, sarebbero state in realtà il medesimo insediamento, con pressoché identica localizzazione, e senza nessun evento straordinario, tra i secoli VIII e X, si sarebbe passati dall’una all’altra denominazione.
- Ficocle sarebbe stata distrutta, e i suoi abitanti l’avrebbero poi ricostruita sempre nello stesso sito con il nome di Cervia.
- Ficocle sarebbe stato il nome della città vera e propria, e Cervia quello del suo porto, o comunque di una località limitrofa in prossimità del mare, nella quale attorno al secolo VIII, in seguito alla distruzione (di cui racconteremo più avanti), sarebbero state trasferite la sede vescovile e la cittadinanza.

Alla luce delle scoperte archeologiche e di una serie di altre testimonianze lasciateci da Andrea Agnello e dal vescovo Giovanni II, pare che quest’ultima sia l’ipotesi più attendibile. Secondo i rilievi di Agnello, è possibile che la più volte citata Ad Novas, ricordata anche per la chiesa del Beato Stefano, fosse in realtà l'abitato di Ficocle, presso Pisignano, e che la chiesa fosse la pieve di Santo Stefano.

## La fine dell'abitato

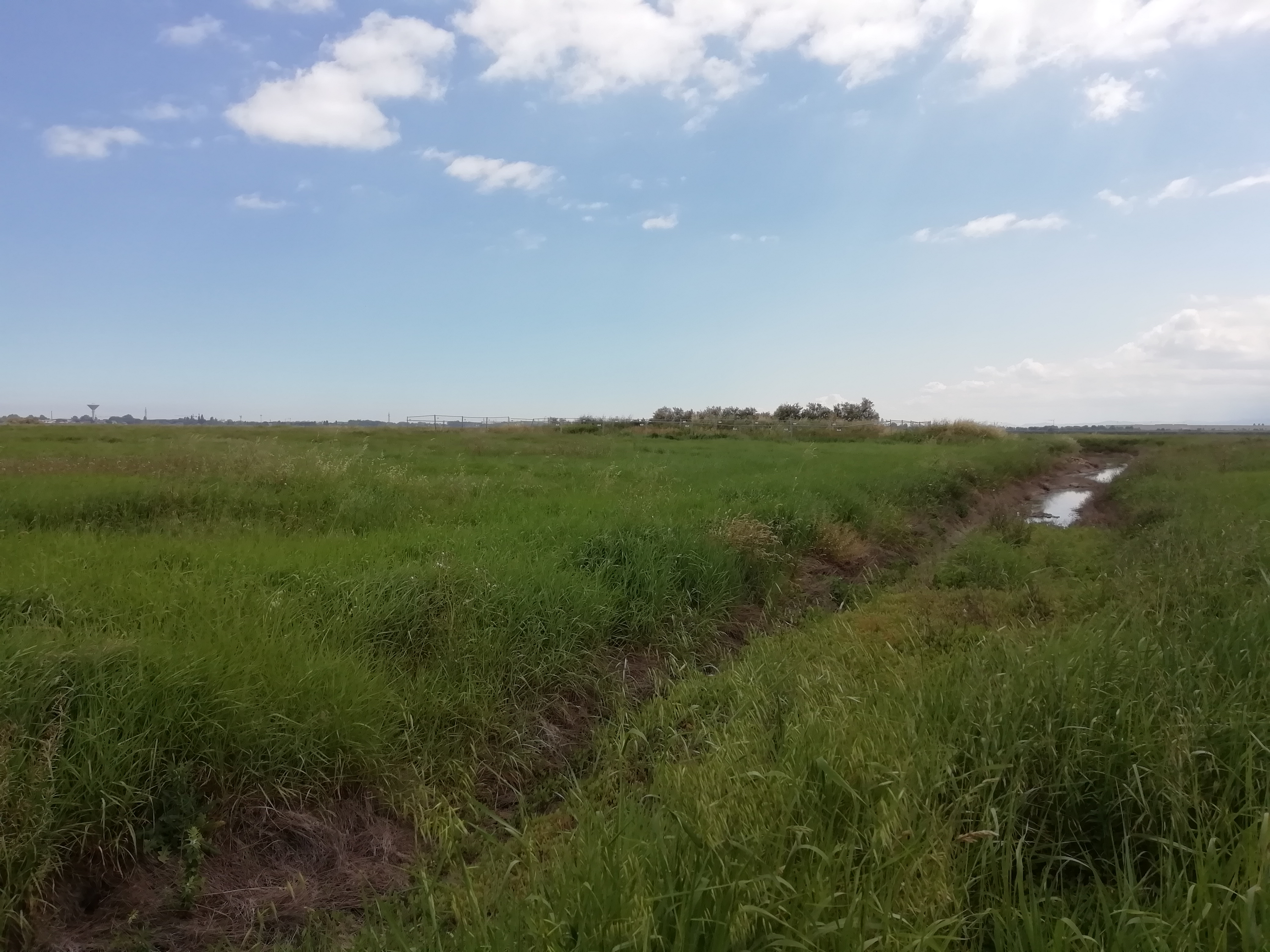
Gli Scavi archeologici del Prato della Rosa

L'insediamento risente, nei secoli, del trovarsi a breve distanza dalla potente e agguerrita Ravenna, interessata alla redditizia attività di produzione e commercio del sale. Nel 709, però, Ficocle appoggia la ribellione del vescovo di Ravenna contro il potere di Giustiniano II, ormai divenuto asfissiante, ma ne segue la rappresaglia dell’esarca Teodoro, plenipotenziario locale dell’Imperatore, la rivolta viene repressa brutalmente e la città rasa al suolo. Gli abitanti scampati riparano in mezzo all’area della salina, per poi ricostruire un nuovo abitato, che prende il nome dal porto già conosciuto al tempo come Cervia.
Al di là delle congetture, si sa con certezza che è esistita una località di nome Ficocle, situata nelle vicinanze della salina Camillone, sede di una diocesi autonoma; nell'agosto del 2023 è stata scoperta la cattedrale di Ficocle, in località Prato della Rosa, risalente all'inizio del V secolo.